# Tavernay
Tavernay é uma comuna francesa na região administrativa de Borgonha-Franco-Condado, no departamento Saône-et-Loire. Estende-se por uma área de 25,45 km². Em 2010 a comuna tinha 515 habitantes (densidade: 20,2 hab./km²).